# کیم جونگ هاک
کیم جونگ هاک (کره‌ای: 김종학؛ ۵ نوامبر ۱۹۵۱ – ۲۳ ژوئیه ۲۰۱۳) کارگردان و تهیه‌کننده تلویزیونی اهل کره جنوبی بود که به خاطر کارگردانی مجموعه‌های تلویزیونی پربینندهٔ چشمان بامداد (۱۹۹۱) و ساعت شنی (۱۹۹۵) شناخته می‌شود. کیم در سال ۲۰۱۳ بر اثر خودکشی درگذشت.

## فیلم‌شناسی
- گزیده فیلم‌شناسی
- چشمان بامداد (ام‌بی‌سی، ۱۹۹۱–۱۹۹۲)
- ساعت شنی (اس‌بی‌اس، ۱۹۹۵)
- شب‌های روشن ۳٫۹۸ (اس‌بی‌اس، ۱۹۹۸)
- افسانه (ام‌بی‌سی، ۲۰۰۷)
- سرنوشت (اس‌بی‌اس، ۲۰۱۲)